# Charles Cottet

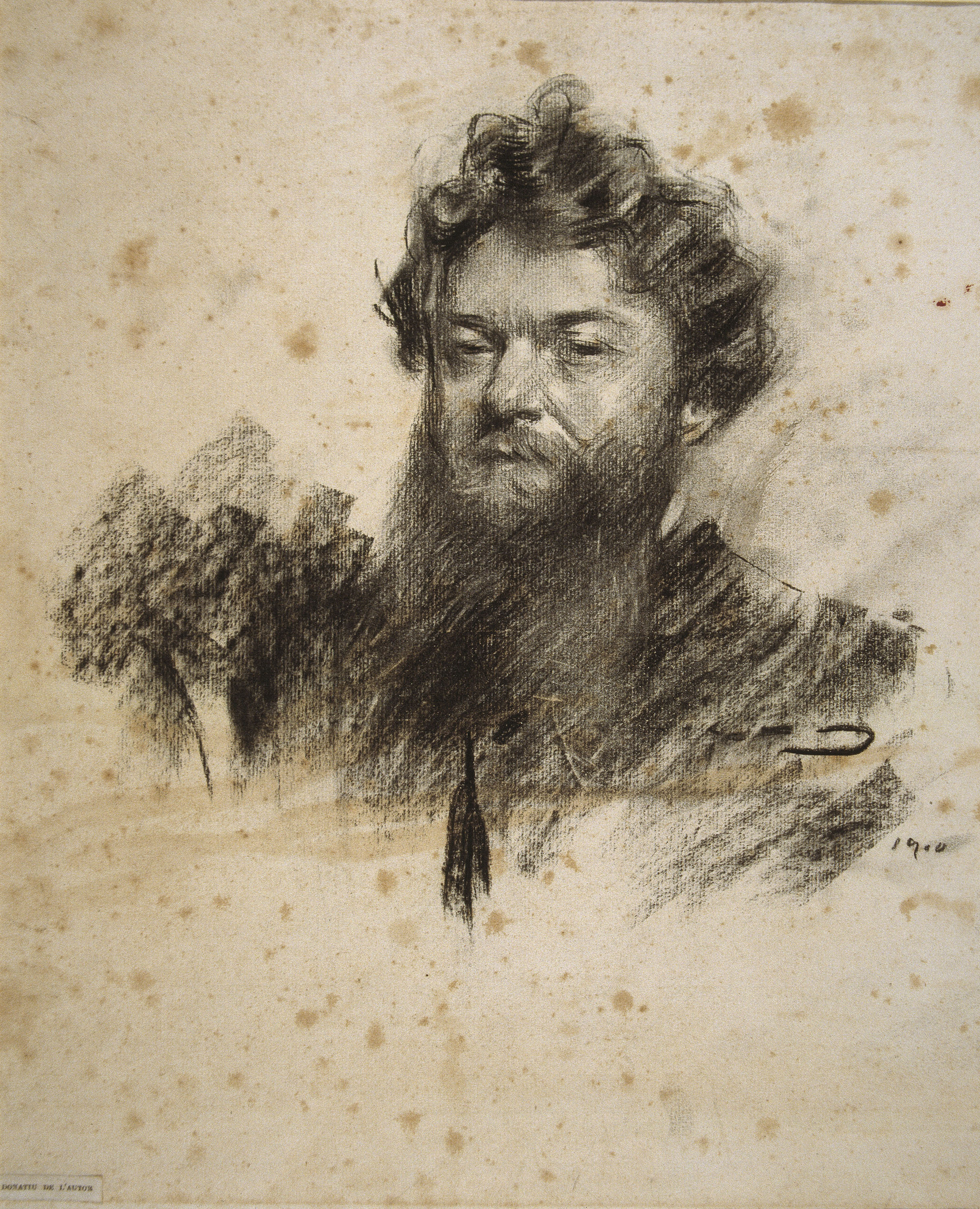
Cottet, Ramon Casas (MNAC).

Charles Cottet, född den 12 juli 1863 i Puy-en-Velay, död den 25 september 1925 i Paris, var en fransk målare och tecknare.
Cottet var lärjunge till Alfred Philippe Roll i Paris, reste i Nederländerna och debuterade 1889 som landskapsmålare. Till en början stod han under impressionismens inflytande och hörde till oppositionen mot akademin. År 1890 var han med om att grunda Société nationale des beaux-arts och deltog på utställningarna med mörkt och tungt målade scener ur det bretonska bondelivet, fyllda av melankolisk stämning. Den 1895 utställda Begravning i Bretagne blev hans genombrott.